# Ernst-Arved Senft
Ernst-Arved Senft, auch Erneste Arvède Senft (* 13. Juni 1844 in Stockholm; † 14. Oktober 1903 in Peseux), war ein Schweizer evangelischer Geistlicher und Bischof der Evangelischen Brüder-Unität.

## Leben

### Familie
Ernst-Arved Senft war der Sohn des Pfarrers Auguste Wilhelm Senft und dessen Ehefrau Henriette Ernestine (geb. Reichel).
Er war seit 1876 mit Gertrud Hermine, Tochter von Henri Fernand Schutz, verheiratet. Von seinen Kindern ist namentlich bekannt:
- Wilhelm-Ferdinand Senft (1880–1976),[1] Pfarrer der Herrnhuter Brüdergemeine und Direktor des Internats Montmirail[2] (heute: Communauté Don Camillo) in der Gemeinde La Tène; seine Enkel waren der evangelische Geistliche und Hochschullehrer Christophe Senft (1914–1988) und dessen Schwester Salome Senft (1915–2000), die mit dem evangelischen Geistlichen und Politiker Heinrich Staehelin (1903–1976)[3] verheiratet war.

1895 erhielt er in Peseux das Bürgerrecht.

### Werdegang
Ernst-Arved Senft kam im Alter von zehn Jahren 1854 an das Pädagogium (heute: Friedrich-Schleiermacher-Gymnasium) der Brüder-Unität nach Niesky. Von 1864 bis 1867 besuchte er das Theologische Seminar in Gnadenfeld in Oberschlesien.
Er war von 1867 bis 1871 Lehrer an der Zinzendorfschule in Königsfeld. 1871 wurde er zum Kaplan des Instituts der Herrnhuter Brüdergemeine in Lausanne ernannt, das kurz darauf in das Schloss Prangins verlegt wurde.
1876 liess er sich als Vikar in Peseux nieder, und wirkte dort ab 1878 als Pfarrer der Herrnhuter Brüdergemeine (in Peseux finden auch heute noch die Veranstaltungen der Eglise morave en Suisse romande statt). Er betätigte sich dort unter anderem als Mitglied der Schulkommission und der Studienkommission der evangelischen Schule.
1899 erfolgte in Herrnhut auf einer ökumenischen Synode seine Ernennung zum Bischof des französischen Zweigs der Herrnhuter Brüdergemeine.

### Geistliches und berufliches Wirken
Als Missionar machte Ernst-Arved Senft in zahlreichen Artikeln und Büchern die Geschichte der Herrnhuter Brüdergemeine und deren missionarisches Werk im französischen Sprachraum bekannt. 1888 veröffentlichte er eine Schrift, in der er sich eingehend mit der Geschichte der Herrnhuter Brüdergemeine beschäftigte.

## Mitgliedschaften
Als eines der ältesten Mitglieder des Neuenburger Komitees der Schweizerischen Evangelischen Allianz nahm er 1891 an einem Kongress in Florenz teil.

## Schriften (Auswahl)
- La condition et la grâce de la communion : deux discours prononcés à la chapelle de Peseux. Bureau du Journal de l’Unité des frères, Peseux 1881.
- L’église de l’Unité des frères (Moraves) Esquisses historiques précédées d’une notice sur l’église de l’Unité de Bohême et de Moravie et le piétisme allemand du XVIIe siècle. Delachaux, Neuchâtel 1888.
- Les missions moraves actuellement existantes chez les peuples paiens; leur origine & leur développement. Delachaux & Niestlé, Neuchâtel 1890.
- mit Frédéric Godet: 75 années parmi les lépreux. Delachaux & Niestlé, Neuchâtel / Grassart, Paris 1894.
- mit Jean-Edouard Barde: A travers les champs de la mission morave. Delachaux & Niestlé, Neuchâtel / Grassart, Paris 1898.